# Saison 2 des Mystères de l'Ouest
Cet article présente le guide des épisodes de la deuxième saison de la série télévisée américaine Les Mystères de l'Ouest (The Wild Wild West).

## Fiche technique
- Pays : États-Unis
- Production : Columbia Broadcasting System (CBS)
- Producteur : Leonard Katzman (associé)
- Scénariste : Michael Garrison (créateur)
- Département musique : 
  - Richard Markowitz : Compositeur du theme musical[1]
  - Bob Bain : Guitare[1]
- Direction artistique : Albert Heschong (Sauf les épisodes "26" à "28")
- Décorateur de plateau : Ray Molyneaux[2]
- Distribution des rôles :
  - James Lister (Épisodes "1" à "5", "8", "12", "14")
  - Ethel Winant (Épisodes "6", "7" et "11")
  - Edward F. Rhine (Épisodes "9", "10", "13", "15" et "16" à "28")
- Maquillage :
- Costumes :
- Image : Ted Voigtlander
- Langue : Anglais
- Format : Couleur / 1,33 : 1 / Mono
- Durée :
- Lieux de tournage : CBS Studio Center - 4024 Radford Avenue, Studio City, Los Angeles, California, USA

## Personnages principaux
- Robert Conrad (VF : Jacques Thébault) : James T. West
- Ross Martin (VF : Roger Rudel) : Artemus Gordon

## Épisodes

### Épisode 1:La Nuit des excentriques
- Titre original : The Night of the Eccentrics
- Numéro(s) : 29 (2-01)
- Réalisateur : Robert Sparr
- Scénariste(s) : Charles Bennett (écriture)
- Producteur(s) : Michael Garrison
- Musique : Richard Shores (orchestration)
- Montage : Grant K. Smith
- Diffusion(s) : 
  -  États-Unis : 16 septembre 1966
  -  France :
- Invité(s) : Victor Buono (Comte Carlos Mario Vincenzo Robespierre Manzeppi), Richard Pryor (Villar), Paul Wallace (Tony), Anthony Eisley (Deadeye), Legrand Mellon (Miranda), Roy Jenson (Vance Markham), Harry Ellerbe (Col. Armstrong), Frank Sorello (Président Juarez), Michael Masters (Titan)…
- Résumé : James West découvre un complot contre le président mexicain fomenté par une troupe de cirque itinérant

### Épisode 2:La Nuit du cobra d'or
- Titre original : The Night of the Golden Cobra
- Numéro(s) : 30 (2-02)
- Réalisateur : Irving J. Moore
- Scénariste(s) : Henry Sharp (écriture)
- Producteur(s) : Michael Garrison
- Musique : Richard Markowitz (orchestration)
- Montage : Grant K. Smith
- Diffusion(s) : 
  -  États-Unis : 23 septembre 1966
  -  France :
- Invité(s) : Boris Karloff (Mr. Singh), Audrey Dalton (Veda Singh), Simon Scott (Col. Stanton Mayo), James Westmoreland (Chandra), Michael York (Gupta), John A. Alonzo (Sarrkan), Sujata & Asoka (Hindu Dancers), Jose De Vega (John Mountain-Top), Morgan Farley (Mudjaz)...
- Résumé : James West est enlevé par un maharajah qui lui demande d'initier ses fils assassins à ses méthodes de combat

### Épisode 3:La Nuit d'un monde nouveau
- Titre original : The Night of the Raven
- Numéro(s) : 31 (2-03)
- Réalisateur : Irving J. Moore
- Scénariste(s) : Edward Di Lorenzo (scénariste)
- Producteur(s) : Michael Garrison
- Musique : Richard Markowitz (orchestration)
- Montage : Grant K. Smith
- Diffusion(s) : 
  -  États-Unis : 30 septembre 1966
  -  France :
- Invité(s) : Michael Dunn (Dr. Miguelito Loveless), Phyllis Newman (Princesse Wanakee), Phoebe Dorin (Antoinette), Howard Hoffman (War Eagle), Santy Josol (Chawtaw)…
- Résumé : Loveless miniaturise James West.

### Épisode 4:La Nuit des masques

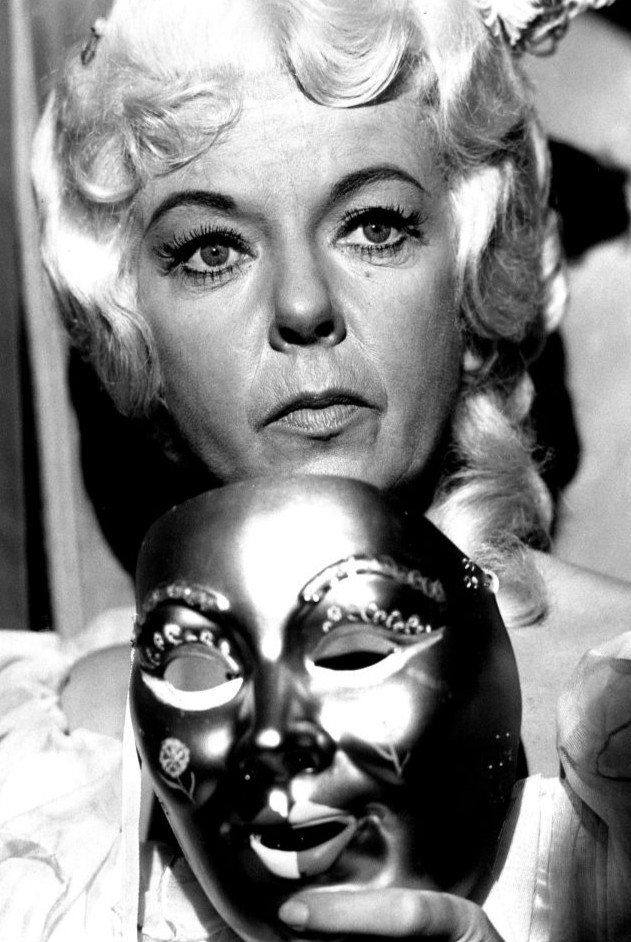
Ida Lupino dans le rôle du Dr. Faustina

- Titre original : The Night of the Big Blast
- Numéro(s) : 32 (2-04)
- Réalisateur : Ralph Senensky
- Scénariste(s) : Ken Kolb (écriture)
- Producteur(s) : Michael Garrison
- Musique : Richard Markowitz (orchestration)
- Montage : Alan Jaggs[3]
- Diffusion(s) : 
  -  États-Unis : 7 octobre 1966
  -  France :
- Invité(s) : Ida Lupino (Dr. Faustina), Mala Powers (Lily Fortune), Robert Miller Driscoll (Lyle Peters), Patsy Kelly (Prudence Fortune), Rita D'Amico (Carmen), Mel Ruick (Attorney General), Bruce Manning (Miklos) …
- Résumé : Le docteur Faustina, une scientifique construit un double de James West porteur de bombe. L'engin est destiné à tuer certains membres du cabinet présidentiel

### Épisode 5:La Nuit des revenants
- Titre original : The Night of the Returning Dead
- Numéro(s) : 33 (2-05)
- Réalisateur : Richard Donner
- Scénariste(s) : John Kneubuhl (écriture)
- Producteur(s) : Michael Garrison
- Musique : Harry Geller et Morton Stevens
- Montage : Alan Jaggs
- Diffusion(s) : 
  -  États-Unis : 14 octobre 1966
  -  France :
- Invité(s) : Sammy Davis Jr. (Jeremiah), Peter Lawford (Carl Jackson), Hazel Court (Elizabeth Carter), Ken Lynch (Tom Kellogg), Alan Baxter (Sheriff Ned Briggs), Frank Wilcox (Juge Bill Mott)…
- Résumé : West et Gordon sont confrontés à un cavalier fantôme.

### Épisode 6:La Nuit de la soucoupe volante
- Titre original : The Night of the Flying Pie Plate
- Numéro(s) : 34 (2-06)
- Réalisateur : Robert Sparr
- Scénariste(s) : Daniel B. Ullman
- Producteur(s) : Bruce Lansbury, Michael Garrison (exécutif)
- Musique : Morton Stevens (superviseur)
- Montage : Howard A. Smith
- Diffusion(s) : 
  -  États-Unis : 21 octobre 1966
  -  France :
- Invité(s) : William Windom (Ben Victor), Ford Rainey (Hellfire Simon), Woody Chambliss (Bill Wingo), Pitt Herbert (Byron Pettigrew), Arlene Charles (Alna), Cindy Taylor (Pan), Leslie Parrish (Morn / Maggie) …
- Résumé :Alors que West et Gordon escortent une livraison d'or, une soucoupe volante atterrit non loin d'une petite ville.

### Épisode 7:La Nuit du poison
- Titre original : The Night of the Poisonous Posey
- Numéro(s) : 35 (2-07)
- Réalisateur : Alan Crosland Jr.
- Scénariste(s) : Leigh Chapman, Donn Mullally (histoire)
- Producteur(s) : Bruce Lansbury et Michael Garrison
- Musique : Morton Stevens (superviseur)
- Montage : Alan Jaggs
- Diffusion(s) : 
  -  États-Unis : 28 octobre 1966
  -  France :
- Invité(s) : Delphi Lawrence (Lucrece Posey), Percy Rodrigues (Brutus), H.M. Wynant (Little Pinto), Christopher Cary (Snakes Tolliver), George Keymas (Sergei), Eugene Iglesias (Gallito), Michael Masters (Cyril), Hal Lynch (Sam Colburn), Shug Fisher (Shériff Blayne Cord)…
- Résumé : Pendant leurs vacances, West et Gordon se rendent dans la ville de Justice, dans le Nevada. Après un accueil inattendu et passionnant de la part des citoyens, ils commencent à remarquer un nombre inhabituel de criminels internationaux tristement célèbres dans la ville. Artie s'infiltre pour enquêter sur ce mystérieux rassemblement tandis que Jim s'attire des ennuis en affrontant directement les méchants.

### Épisode 8:La Nuit des bagnards
- Titre original : The Night of the Bottomless Pit
- Numéro(s) : 36 (2-08)
- Réalisateur : Robert Sparr
- Scénariste(s) : Ken Kolb
- Producteur(s) : Bruce Lansbury, Michael Garrison (exécutif)
- Musique : Harry Geller (orchestration)
- Montage : Alan Jaggs
- Diffusion(s) : 
  -  États-Unis : 4 novembre 1966
  -  France :
- Invité(s) : Theodore Marcuse (Gustave Mauvais / Hubert), Joan Huntington (Camille Mauvais), Tom Drake (Vincent Reed), Mabel Albertson (Mrs. Grimes), Steve Franken (LeFou), Seymour Green (Lime), Fred Carson (Le Cochon), Chuck O'Brien (Andre Couteau), Ernie Misko (Guard A), Gregg Martell (Guard B)…
- Résumé : …

### Épisode 9:La Nuit de la sirène
- Titre original : The Night of the Watery Death
- Numéro(s) : 37 (2-09)
- Réalisateur : Irving J. Moore
- Scénariste(s) : Michael Edwards
- Producteur(s) : Bruce Lansbury et Michael Garrison
- Musique : Morton Stevens (superviseur)
- Montage : Gene Fowler Jr.
- Diffusion(s) : 
  -  États-Unis : 11 novembre 1966
  -  France :
- Invité(s) : John Van Dreelen (Marquis Philippe de La Mer), Jocelyn Lane (Dominique), John Ashley (Lieutenant Keighley), Forrest Lewis (Capitaine Pratt), James Galante (3e officier)…
- Résumé : Alors qu'il se trouve au Mermaid Bar, James West se fait tirer dessus avec une fléchette par une femme déguisée en sirène. Lorsqu'il reprend connaissance, West se retrouve à bord d'un navire, où il rencontre une femme avec un mystérieux poudrier. Soudain, le navire est attaqué par un dragon cracheur de feu et le navire explose. Après avoir flotté jusqu'au rivage, James rencontre Artemus et ils lui dévoilent les secrets d'une nouvelle arme : une torpille ressemblant à un dragon attirée par un dispositif de guidage aimanté dans un poudrier de femme. Ensemble, ils doivent trouver l'arme avant qu'un navire du gouvernement, le cuirassé Virginia, chargé d'une cargaison d'explosifs, n'arrive dans le port de San Francisco. Le Marquis De la Mer est derrière cette machination avec sa complice la ravissante Dominique.

### Épisode 10:La Nuit de la terreur verte
- Titre original : The Night of the Green Terror
- Numéro(s) : 38 (2-10)
- Réalisateur : Robert Sparr
- Scénariste(s) : John Kneubuhl
- Producteur(s) : Bruce Lansbury et Michael Garrison
- Musique : Richard Markowitz (orchestration)
- Montage : Grant K. Smith
- Diffusion(s) : 
  -  États-Unis : 18 novembre 1966
  -  France :
- Invité(s) : Michael Dunn (Dr. Miguelito Loveless), Anthony Caruso (Chef Étoile Brillante), Paul Fix (Vieux Chef), Peggy Rea (femme de Chef Étoile Brillante), Phoebe Dorin (Antoinette)…
- Résumé : En traversant la forêt, Jim West et Artemus Gordon remarquent l'absence inhabituelle de végétation et de vie animale. Ils sont soudainement approchés par un chevalier géant en armure qui les emmène dans une grande tente. Là, West et Gordon rencontrent un Robin des Bois miniature, qui est en réalité le maléfique Dr Miguelito Loveless déguisé. Loveless veut contrôler les Indiens alors qu'il les affame en tuant leur nourriture avec sa poudre verte mortelle.

### Épisode 11:La Nuit du cadavre
- Titre original : The Night of the Ready-Made Corpse
- Numéro(s) : 39 (2-11)
- Réalisateur : Irving J. Moore
- Scénariste(s) : Ken Kolb
- Producteur(s) : Bruce Lansbury, Michael Garrison (exécutif)
- Musique : Richard Markowitz (orchestration)
- Montage : Donald W. Ernst
- Diffusion(s) : 
  -  États-Unis : 25 novembre 1966
  -  France :
- Invité(s) : Carroll O'Connor (Fabian Lavendor), Karen Sharpe (Rose Murphy), Patricia Huston (Leda Pellargo), Paul Comi (Col. Pellargo #2), Daniel Ades (Col. Pellargo #1), Gene Tyburn (Finley), Jack Perkins (Golo), Alan Bergmann (Claudio Antille / Murphy)…
- Résumé : Les agents West et Gordon ne parviennent pas à sauver la vie d'un dictateur sud-américain extrêmement impopulaire qu'ils avaient pour mission de sauver

### Épisode 12:La Nuit de la maison hantée
- Titre original : The Night of the Man-Eating House
- Numéro(s) : 40 (2-12)
- Réalisateur : Alan Crosland Jr.
- Scénariste(s) : John Kneubuhl (écriture)
- Producteur(s) : Michael Garrison
- Musique : Robert Drasnin (orchestration)
- Montage : Alan Jaggs
- Diffusion(s) : 
  -  États-Unis : 12 décembre 1966
  -  France :
- Invité(s) : Hurd Hatfield (Liston Lawrence Day), William Talman (le shérif).
- Résumé : West et Gordon tentent de venir en aide à une femme dont le fils a été emprisonné trente-cinq ans plus tôt, apparemment victime d'une erreur judiciaire

### Épisode 13:La Nuit des assassins
- Titre original : The Night of the Skulls
- Numéro(s) : 41 (2-13)
- Réalisateur : Alan Crosland Jr.
- Scénariste(s) : Earl Barret et Robert C. Dennis
- Producteur(s) : Bruce Lansbury et Michael Garrison
- Musique : Morton Stevens (superviseur)
- Montage : Gene Fowler Jr.
- Diffusion(s) : 
  -  États-Unis : 16 décembre 1966
  -  France :
- Invité(s) : Donald Woods (Sénateur Stephen Fenlow), Lisa Gaye (Lorelei), Douglas Henderson (Colonel James Richmond), Francis De Sales (Charlton), Quinton Sondergaard (Monk), Kem Dibbs (Plainclothesman), Bob Herron (Tigo), Michael Masters (Bluebeard), Calvin Brown (Iron Hook Harper), Sebastian Tom (Samurai), Anne Doud (Lucinda), Madame Spivy (The Axe Lady)
- Résumé : James fait semblant de tuer Artemus. Se faisant passer pour un homme recherché, James est capturé et s'infiltre dans une organisation secrète de meurtriers portant des masques de squelettes, où il découvre un complot pour assassiner le président Ulysse Grant. Gordon se met à sa recherche.

### Épisode 14:La Nuit de la machine infernale
- Titre original : The Night of the Infernal Machine
- Numéro(s) : 42 (2-14)
- Réalisateur : Sherman Marks
- Scénariste(s) : Shimon Wincelberg
- Producteur(s) : Michael Garrison
- Musique : Richard Markowitz (orchestration)
- Montage : Robert Sparr
- Diffusion(s) : 
  -  États-Unis : 23 décembre 1966
  -  France :
- Invité(s) : Ed Begley (Juge McGuigan), Will Kuluva (Zeno Baroda), Vito Scotti (Cefalu), Bill Zuckert (Inspecteur Bulvon), Michael Pate (Bledsoe), John Harmon (Moody-Clocksmith), Jon Lormer (Juge Vickerman), William Gwinn (Juge), Elaine Dunn (Vashti)…
- Résumé : West et Gordon enquêtent sur l'assassinat d'un magistrat, à la suite du vol d'un important stock d'explosifs. Ils craignent que la sécurité de la convention des juges fédéraux ne soit menacée par un anarchiste, Zeno Baroda, récemment libéré de prison par le juge Mc Guigan.

### Épisode 15:La Nuit hors du temps
- Titre original : The Night of the Lord of Limbo
- Numéro(s) : 43 (2-15)
- Réalisateur : Jesse Hibbs
- Scénariste : Henry Sharp
- Producteurs : Bruce Lansbury et Michael Garrison
- Musique : Morton Stevens (superviseur)
- Montage : Alan Jaggs
- Diffusion(s) : 
  -  États-Unis : 30 décembre 1966
  -  France :
- Invité(s) : Ricardo Montalbán (colonel Noel Bartley Vautrain), Dianne Foster (Amanda Vautrain), Felice Orlandi (capitaine Vincent Scoffield), Gregory Morton (Levering), Ed Prentiss (colonel Fairchild), Harry Harvey (directeur du théâtre), Will J. White (bandit), Davis Roberts (barman), Tyler McVey (professeur).
- Résumé : Dans un music-hall, un prétendu fakir affirme détenir des pouvoirs spéciaux lorsqu'il utilise un sabre. Il demande à son assistante de désigner une personne de l'assistance qui servira de témoin à un tour de magie. La jeune femme désigne Artemus Gordon. Celui-ci est invité à s'asseoir dans un fauteuil. Le fakir prononce une formule magique, et tous trois, le fakir, l'assistante et Gordon disparaissent, sans réapparaître. West recherche des indices et retrouve le sabre utilisé par le fakir. Sur la lame, une inscription (« N.B.V. ») et le nom d'une ville dans l'État du Mississippi. Muni du sabre oublié par le fakir, West se rend dans la ville pour y rencontrer le dénommé « N.B.V. », en l'occurrence le colonel à la retraite Noel Bartley Vautrain. Celui-ci, qui n'est autre que le mystérieux fakir, est handicapé (jambes blessées) et vit avec sa nièce, Amanda, dans une bâtisse délabrée. West apprend que Gordon se trouve de l'autre côté d'une porte, dans une pièce au premier étage. Ayant pénétré dans la pièce, il se retrouve propulsé dans une dimension parallèle où Gordon doit se battre en duel à l'épée contre lui. Tentant de revenir dans leur monde, les deux hommes sont de nouveau propulsés vingt ans auparavant, lors de la Guerre de Sécession, à une époque où le colonel, militaire de l'armée sudiste, avait alors l'usage de ses jambes. À l'occasion de la campagne de Vicksburg, le colonel a ourdi un complot visant à assassiner Ulysses Grant, le général en chef de l'armée nordiste…

### Épisode 16:La Nuit des traquenards
- Titre original : The Night of the Tottering Tontine
- Numéro(s) : 44 (2-16)
- Réalisateur : Irving J. Moore
- Scénaristes : Elon Packard et Norman Hudis
- Producteurs : Bruce Lansbury et Michael Garrison
- Musique : Richard Markowitz (orchestration)
- Montage : Grant Smith
- Diffusion(s) : 
  -  États-Unis : 6 janvier 1967
  -  France :
- Invité(s) : Harry Townes (docteur Raven), Robert Emhardt (Grevely), Mike Road (VF : Claude Bertrand) (Martin Dexter), Henry Darrow (Maurice), Arthur Space (Applegate), William Wintersole (Edward Baring), Steve Gravers (Harry Stimson), Wilhelm von Homburg (Pearse), Ted Stanhope (Bartender), Lisa Pera (Amelia).
- Résumé : San Francisco, en Californie. Jim West et Artemus Gordon sont chargés de protéger le docteur Raven. Une tentative d'attentat échoue de justesse, et le meurtrier, Dexter, est assassiné peu après. On apprend que Stimson, une connaissance de Raven, vient lui aussi d'être tué. West et Gordon apprennent que Raven fait partie d'une tontine : dix personnes ont accepté qu'à leur mort, leur fortune soit transmise aux autres. Or Raven se rend à une réunion des membres de la tontine. Arrivés au manoir où doit se tenir la réunion, ils rencontrent les sept autres personnes de la tontine : Gunther Pearse, Edward Baring, Archduke Maurice, Martin Grevely, Applegate, Bartender et Amelia Maitlin. Le meurtrier est sans doute l'une de ces personnes, mais laquelle ? Durant son enquête, Jim West va devoir survivre à des salles piégées du chateau…

### Épisode 17:La Nuit de la pierre philosophale
- Titre original : The Night of the Feathered Fury
- Numéro(s) : 45 (2-17)
- Réalisateur : Robert Sparr
- Scénariste : Henry Sharp (écriture)
- Producteurs : Bruce Lansbury et Michael Garrison
- Musique : Richard Shores (orchestration)
- Montage : Gene Fowler Jr.
- Diffusion(s) : 
  -  États-Unis : 13 janvier 1967
  -  France :
- Invité(s) : Victor Buono (comte Carlos Manzeppi), Michele Carey (Gerda Sharff), Perry Lopez (Dodo Le Blanc), George Murdock (Luther Coyle), Oliver McGowan (colonel Armstrong), Hideo Imamura (Benji), Audrey Lowell (Wanda).
- Résumé : Une jeune femme, Gerda, demande au gouvernement américain de la protéger contre le comte Manzeppi, en échange de quoi elle révèlera tout ce qu'elle sait sur ce personnage mystérieux. Le comte tente d'ailleurs de la tuer, car il apparaît qu'elle lui a dérobé un petit objet auquel il tient beaucoup. Il s'agit d'une petite poule mécanique dont le ressort fait picorer l'animal en laiton. La raison de l'intérêt du comte pour cet objet est due au fait que l'objet contient la pierre philosophale…

### Épisode 18:La Nuit de l'éléphant blanc
- Titre original : The Night of the Gypsy Peril
- Numéro(s) : 46 (2-18)
- Réalisateur : Alan Crosland Jr.
- Scénariste : Ken Kolb
- Producteurs : Bruce Lansbury et Michael Garrison
- Musique : Richard Markowitz (orchestration)
- Montage : Alan Jaggs
- Diffusion(s) : 
  -  États-Unis : 20 janvier 1967
  -  France :
- Invité(s) : Ruta Lee (Zoé Zagora), Ronald Long (sultan de Ramapour), Mark Slade (Hillard), Arthur Batanides (Scullen), Johnny Seven (Mikolik), Charles Horvath (Gombal)…
- Résumé : Le sultan de Ramapour envoie un éléphant blanc sacré au président Grant en guise de cadeau. Des bandits attaquent le train de West et Gordon et s'emparent de l'éléphant. À la suite de ce vol, le sultan demande une compensation d'un million de dollars (valeur 1880) aux États-Unis. Mais l'éléphant est récupéré par les membres d'un cirque ambulant dirigé par la belle Zoé Zagora. Jim West se fait embaucher comme acrobate dans le cirque. La fin de l'épisode montre que le sultan était désargenté et que l'éléphant n'était ni blanc ni sacré. West et Gordon estiment que cet éléphant peut être gardé par Zoé.

### Épisode 19:La Nuit des cosaques
- Titre original : The Night of the Tartar
- Numéro(s) : 47 (2-19)
- Réalisateur : Charles R. Rondeau
- Scénaristes : Earl Barret et Robert C. Dennis
- Producteurs : Bruce Lansbury et Michael Garrison
- Musique : Jack Pleis (orchestration)
- Montage : Lester Orlebeck[4]
- Diffusion(s) : 
  -  États-Unis : 3 février 1967
  -  France :
- Invité(s) : John Astin (comte Nikolai Sazanov), Malachi Throne (Kuprin), Susan Odin (Anastasia Rimsky), Andre Philippe (Feodor Rimsky), Martin Blaine (Millard Boyer), Walter Sande (colonel Crockett), Chubby Johnson (prospecteur), Larry Anthony (détective), Wendy Stuart (Marsha), Nancy Dow (Tersa), Lola Bell (Barber), Michael Panaieff (Chekov), Louise Lawson (Miss Minnow).
- Résumé : Le président Grant demande à West et Gordon de convoyer Rimsky, un détenu politique russe, jusqu'à Vladivostok, où il sera échangé contre un vice-consul américain, Millard Boyer. Lors de la rencontre avec la délégation russe, ils sont drogués au cours du repas, sont placés dans un navire et convoyés jusqu'à Vladivostok. Arrivés en Russie, après une partie de roulette russe, ils parviennent à s'échapper et découvrent étonnés qu'en réalité ils n'ont jamais quitté les États-Unis…

### Épisode 20:La Nuit de la mariée
- Titre original : The Night of the Vicious Valentine
- Numéro(s) : 48 (2-20)
- Réalisateur : Irving J. Moore
- Scénariste(s) : Leigh Chapman
- Producteur(s) : Bruce Lansbury et Michael Garrison
- Musique : Morton Stevens (superviseur)
- Montage : Alan Jaggs
- Diffusion(s) : 
  -  États-Unis : 10 février 1967
  -  France : 25 aout 1977
- Invité(s) : Agnes Moorehead (Emma Valentine), Diane McBain (Elaine Dodd), Sherry Jackson (Michele LeMaster), Henry Beckman (Paul J. Lambert), Walter Sande (Colonel Crockett), Shepard Menken (Enos Itnelav), J. Edward McKinley (Curtis Langley Dodd), Don Dillaway (Butler), Owen Cunningham (Minister), Mitzie Evans (Aide).
- Résumé : Pour mettre en garde certains des hommes les plus riches du pays contre les meurtres récurrents, les agents West et Gordon rendent visite à Curtis Dodd, qui pourrait devenir la prochaine victime. Dodd, qui joue du piano, est tué alors qu'une lance mortelle est tirée depuis les touches du piano. Grâce à une série d'indices, West et Gordon se rendent compte que les hommes assassinés étaient tous mariés à des femmes plus jeunes dont les mariages étaient arrangés par la marieuse Emma Valentine.

### Épisode 21:La Nuit de l'ordre nouveau
- Titre original : The Night of the Brain
- Numéro(s) : 49 (2-21)
- Réalisateur : Larry Peerce
- Scénariste(s) : Calvin Clements Jr.
- Producteur(s) : Bruce Lansbury et Michael Garrison
- Musique : Richard Markowitz (orchestration)
- Montage : Grant K. Smith
- Diffusion(s) : 
  -  États-Unis : 17 février 1967
  -  France :
- Invité(s) : Edward Andrews (Braine), Brioni Farrell (Voulee), John Warburton (Colonel Royce Arnette), Allen Jaffe (Leeto), Phil Arnold (Almeric), Jay Jostyn (le majordome), Don Rizzan (Garde) …
- Résumé : …

### Épisode 22:La Nuit de la marée maudite
- Titre original : The Night of the Deadly Bubble
- Numéro(s) : 50 (2-22)
- Réalisateur : Irving J. Moore
- Scénariste(s) : Michael Edwards
- Producteur(s) : Bruce Lansbury
- Musique : Morton Stevens (superviseur)
- Montage : Grant K. Smith
- Diffusion(s) : 
  -  États-Unis : 24 février 1967
  -  France : 25 février 1968
- Invité(s) : Alfred Ryder (Capitaine Horatio Philo), Judy Lang (Dr. Abigail J. Pringle), Lou Krugman (Felix-Blind Beggar), Nelson Welch (Professeur McClennon), Nacho Galindo (Pépé), Kai Hernandez (The Maid).
- Résumé : West et Gordon enquêtent sur l'assassinat d'un scientifique, le Professeur McClennon, qui étudiait le phénomène des marées destructrices. Jim et Artemus partent à la recherche de son assistante, le Docteur Pringle.

### Épisode 23:La Nuit des tireurs d'élite
- Titre original : The Night of the Surreal McCoy
- Numéro(s) : 51 (2-23)
- Réalisateur : Alan Crosland Jr.
- Scénariste(s) : John Kneubuhl
- Producteur(s) : Bruce Lansbury
- Musique : Morton Stevens (superviseur)
- Montage : Alan Jaggs
- Diffusion(s) : 
  -  États-Unis : 3 mars 1967
  -  France :
- Invité(s) : Michael Dunn (Dr. Miguelito Loveless), John Doucette (Axel Morgan), Ivan Triesault (Ambassadeur), John A. Alonzo (Lightnin' McCoy), Noel Drayton (Directeur du Musée), Quinton Sondergaard (Gunman), Jorge Moreno (Barkeep).
- Résumé : Les agents West et Gordon gardent un musée contenant les célèbres bijoux Herzberg, mais quelqu'un réussit encore à voler les gemmes. Ensuite, un célèbre tableau est retiré du musée par une riche propriétaire de ranch, Alex Morgan. Gordon devient méfiant et prévient West qui découvre que l'éleveur est associé avec Miguelito Loveless, le méchant inventeur-médecin.

### Épisode 24:La Nuit du fantôme du colonel
- Titre original : The Night of the Colonel's Ghost
- Numéro(s) : 52 (2-24)
- Réalisateur : Charles R. Rondeau
- Scénariste(s) : Ken Kolb
- Producteur(s) : Bruce Lansbury
- Musique : Morton Stevens (superviseur)
- Montage : Ted Rich
- Diffusion(s) : 
  -  États-Unis : 10 mars 1967
  -  France :
- Invité(s) : Kathie Browne (Jennifer Caine), Lee Bergere (Colonel Wayne Gibson), Arthur Hunnicutt (Doc Gavin), Alan Hewitt (Vincent Pernell), Walker Edmiston (Shériff Tom Hollis), Roy Engel (Président Ulysses S. Grant), Gordon Wescourt (Bert Caine), Ralph Gary (Chris Davidson), Billy Shannon (Abel Caine).
- Résumé : …

### Épisode 25:La Nuit de la mortelle floraison
- Titre original : The Night of the Deadly Blossom
- Numéro(s) : 53 (2-25)
- Réalisateur : Alan Crosland Jr.
- Scénariste(s) : Daniel Mainwaring
- Producteur(s) : Bruce Lansbury
- Musique : Harry Geller (orchestration)
- Montage : Grant K. Smith
- Diffusion(s) : 
  -  États-Unis : 17 mars 1967
  -  France :
- Invité(s) : Nehemiah Persoff (Adam Barclay), Miiko Taka (Haruko Ishuda), Pitt Herbert (Assistant Secretary of State Levering Mayhew David), George Keymas (Docteur), Lou Straley (Docteur II), Carole Kane (Infirmière), Tiki Santos (Roi Kalakua), Reggie Valencia (Palea), Soon Taik Oh (Chinese Houseboy), Peter Hale (Myron Kendrick), Duane Grey (Dock Guard), Mel Prestidge (Polynesian).
- Résumé : … Convoqués par les services secrets de la marine, West et Gordon découvrent les amiraux morts empoisonnés. Cette affaire pourrait avoir un lien avec l'arrivée du roi de Hawaïi à San Francisco.

### Épisode 26:La Nuit de cristal
- Titre original : The Night of the Cadre
- Numéro(s) : 54 (2-26)
- Réalisateur : Leon Benson
- Scénariste(s) : Digby Wolfe
- Producteur(s) : Bruce Lansbury
- Musique : Morton Stevens (superviseur)
- Direction artistique : Gibson Holley
- Montage : Alan Jaggs
- Diffusion(s) : 
  -  États-Unis : 24 mars 1967
  -  France :
- Invité(s) : Don Gordon (Général Titus Trask) Richard Jaeckel (Sergent Stryker), Sheilah Wells (Josephine), Ken Drake (Professeur Frimm), Tol Avery (Warden Primwick), Vince Howard (Ralph Kleed)…
- Résumé :

### Épisode 27:La Nuit du loup
- Titre original : The Night of the Wolf
- Numéro(s) : 55 (2-27)
- Réalisateur : Charles R. Rondeau
- Scénariste(s) : Earl Barret et Robert C. Dennis
- Producteur(s) : Bruce Lansbury
- Musique : Morton Stevens (superviseur)
- Direction artistique : Gibson Holley
- Montage : Gene Fowler Jr.
- Diffusion(s) : 
  -  États-Unis : 31 mars 1967
  -  France :
- Invité(s) : Joseph Campanella (Talamantes), Lorri Scott (Leandra Novokolik), John Marley (Roi Stefan IX), Jonathan Lippe (Capitaine Adam Dushan), Michael Shillo (Dr. Hanska), Eddie Fontaine (Shériff Twilley), Charles Radilac (The Priest), Jimmie Booth (Stage Driver).
- Résumé : …

### Épisode 28:La Nuit des bandits
- Titre original : The Night of the Bogus Bandits
- Numéro(s) : 56 (2-28)
- Réalisateur : Irving J. Moore
- Scénariste(s) : Henry Sharp
- Producteur(s) : Bruce Lansbury
- Musique : Morton Stevens (superviseur)
- Direction artistique : Gibson Holley
- Montage : Grant K. Smith
- Diffusion(s) : 
  -  États-Unis : 7 avril 1967
  -  France :
- Invité(s) : Michael Dunn (Dr. Miguelito Loveless), Marianna Hill (Belladonna), Patsy Kelly (Mme Bancroft), Grace Gaynor (Pearline Hastings), Don 'Red' Barry (Rainey), Walter Sande (Colonel Crockett), Roland LaStarza (Joe Kirby), Charles Wagenheim (Vance Rawlinson), William Challee (Fargo), Murray Alper (Bartender), Troy Melton (Whaley), Charles Fredericks (Drunk), Jack Orrison (Mr. Butcher), Jack Rigney (Mr. Krane), William Massey (Teller), Frank Sully (Telegrapher).
- Résumé : …